# Christine Ouinsavi
Christine Ouinsavi, née en 1975, est une scientifique béninoise, une enseignante, et une chercheuse en biologie forestière, récipiendaire en 2007 d'une bourse internationale Unesco-L'Oréal pour les femmes et la science. Elle est également une femme politique, et est ministre de 2007 à 2011.

## Biographie

### Études
Elle est née le 24 juillet 1975 à Bétérou au Bénin. Elle y effectue ses études primaires, secondaires. Puis elle obtient un diplôme d’ingénieur agronome en 2000, et un master en sylviculture et biologie forestière à l’université d’Ibadan au Nigeria. Parmi une quinzaine de jeunes chercheuses dans le domaine des sciences de la vie, Christine Ouinsavi fait partie en 2007 des boursières lauréates du Prix L'Oréal-Unesco pour les femmes et la science. Elle fait partie des trois femmes d'Afrique qui ont reçu cette année-là une bourse pour leur talent scientifique prometteur. Elle se consacre à la biologie forestière, au sein du Centre d'études forestières Laval, un centre rattaché à l'Université Laval, au Québec. Elle y étudie « l'utilisation durable de trois espèces végétales forestières exploitées comme source importante de revenus par la population rurale du Bénin »,.

## Parcours politique
En juin 2007, elle devient également membre du gouvernement Yayi Boni au Bénin : elle est nommée ministre chargée de l'Enseignement primaire, de l'Alphabétisation et des Langues nationales du Bénin,. Puis, elle devient ministre des Enseignements maternel et primaire en 2008 et enfin ministre du Commerce en octobre 2009. Ce gouvernement reste en place jusqu'en juin 2010. Parallèlement, en 2009, elle quitte le parti au pouvoir, le FCBE), et crée un nouveau parti, l'Ufedd-Bénin Nouveau (Union des forces engagées pour la démocratie et le développement pour un Bénin nouveau). Elle quitte ensuite l'équipe gouvernementale.

## Carrière professionnelle
Toujours en 2009, elle est admise à l'université de Parakou en tant que professeure adjointe, avec une maîtrise ès sciences en génie agronomique. En 2012, elle obtient le grade de maître de conférences.
En 2017, elle est admise au grade de professeur titulaire à l'université de Parakou, la première femme à atteindre le poste de professeur titulaire dans cette université, et devient aussi directrice du Laboratoire d’études et de recherches forestières (Lerf). Elle est élue également, pour un mandat de 3 ans, rapporteuse général du Comité technique des sciences naturelles-Agronomie (CTS NA) d'un organisme panafricain, le Conseil africain et malgache pour l'enseignement supérieur (Cames),.
En 2018, elle est élue Rapporteur général du Comité technique du CAMES.

## Distinction
En 2019, elle est décorée chevalier de l'ordre international des Palmes académiques du Conseil africain et malgache pour l'enseignement supérieur (CAMES).
En 2021, elle est élevée à la dignité de Grand officier dans l'ordre national du Bénin.

## Publications
Connaître les ligneux supérieurs du Bénin en Afrique de l'Ouest, L'Harmattan, coll. « Études africaines. Série environnement », 2022 (ISBN 978-2-14-026820-5, OCLC on1352407169, lire en ligne)